# Bois Dormoy
Bois Dormoy är en så kallad gemensam trädgård vid 2 bis, Cité de la Chapelle i Quartier de la Chapelle i Paris artonde arrondissement. Trädgården, som invigdes år 2008, sköts om av ett kollektiv. Namnet Dormoy syftar på den närbelägna Rue Marx-Dormoy, uppkallad efter den franske politikern Marx Dormoy (1888–1941), som mördades av fascistiska terrorister.

## Omgivningar
- Saint-Bernard de la Chapelle
- Saint-Denys de la Chapelle
- Sainte-Jeanne-d'Arc
- Square de la Madone
- Square de l'Évangile
- Place de Torcy
- Jardin Françoise-Hélène-Jourda
- Jardins Rosa-Luxemburg
- Jardins d'Éole
- Square Marc-Séguin

## Kommunikationer
- Tunnelbana – linje  – Marx Dormoy
- Tunnelbana – linje  – La Chapelle
- Busshållplats Département – Marx Dormoy – Paris bussnät, linjerna 38 N43

### Webbkällor
- ”Le Bois Dormoy” (på franska). Jardinons Ensemble. Arkiverad från originalet den 14 oktober 2022. https://archive.ph/vueJg. Läst 14 oktober 2022.
- ”Ils veulent sauver le bois Dormoy du bétonnage” (på franska). Le Parisien. 6 januari 2015. Arkiverad från originalet den 14 oktober 2022. https://archive.ph/VRu4X. Läst 14 oktober 2022.